# Delahaye Type 97
Der Delahaye Type 97 ist ein Pkw-Modell aus den 1920er Jahren. Hersteller war Automobiles Delahaye in Frankreich.

## Beschreibung
Die Fahrzeuge wurden zwischen 1923 und 1926 hergestellt.
Der Vierzylinder-Ottomotor war in Frankreich mit 10 CV eingestuft. Er hat 70 mm Bohrung, 120 mm Hub, 1847 cm³ Hubraum und leistet 35 PS. Besonderheit ist die OHC-Ventilsteuerung, das wesentliche Unterscheidungsmerkmal zum Delahaye Type 87. Es ist ein Monoblockmotor mit abnehmbarem Zylinderkopf und zweifach gelagerter Kurbelwelle. Er ist vorn im Fahrgestell eingebaut und treibt die Hinterachse an.
Der Radstand beträgt 306 cm, zumindest 1926 auch 311 cm. Bekannt sind die Karosseriebauformen Tourenwagen und Limousine.
700 Fahrzeuge waren geplant. Insgesamt entstanden etwa 500 Fahrzeuge.
Coys versteigerte 2018 ein erhaltenes Fahrzeug von 1924 für 37.910 Pfund Sterling. Ein anderes Fahrzeug stand früher bei einem Händler für klassische Fahrzeuge in Frankfurt am Main.